# 紫陽駅 (ソウル特別市)
紫陽駅（チャヤンえき）は大韓民国ソウル特別市広津区紫陽3洞にある、ソウル交通公社7号線の駅。駅番号は728。

## 駅構造

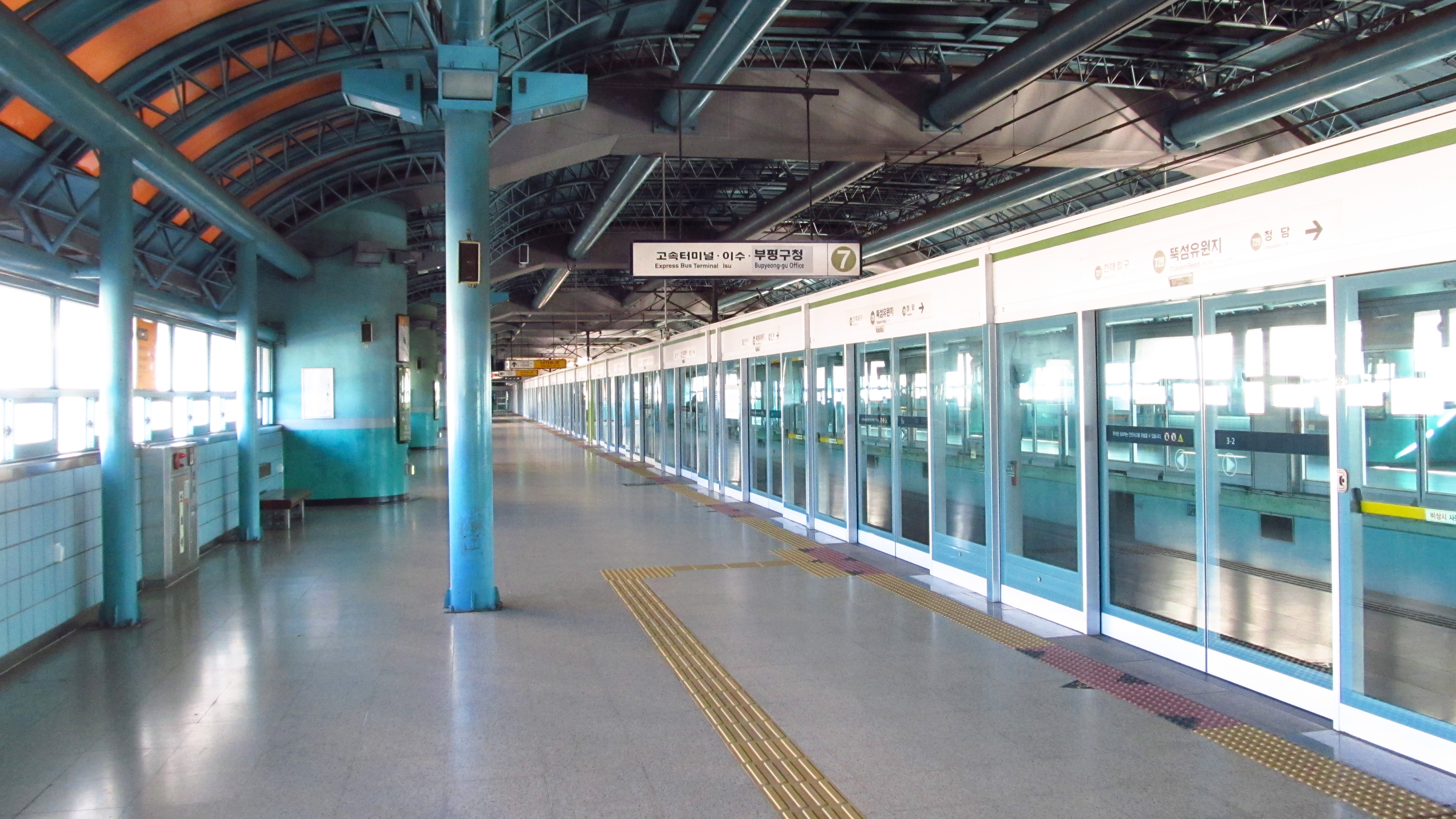
清潭方面ホーム（2018年11月撮影）

当路線では唯一の、高架駅となっており相対式ホーム2面2線を有している。フルスクリーンタイプのホームドアが設置されている。
改札口は北側（建大入口寄り）と南側（清潭寄り）の2ヶ所ある。化粧室は北側の改札内にある。
出入口は1番から4番までの合計4ヶ所あるが、漢江の洪水発生時（夏季）は2・3番出入口を閉鎖して1・4番出入口のみ使用される。

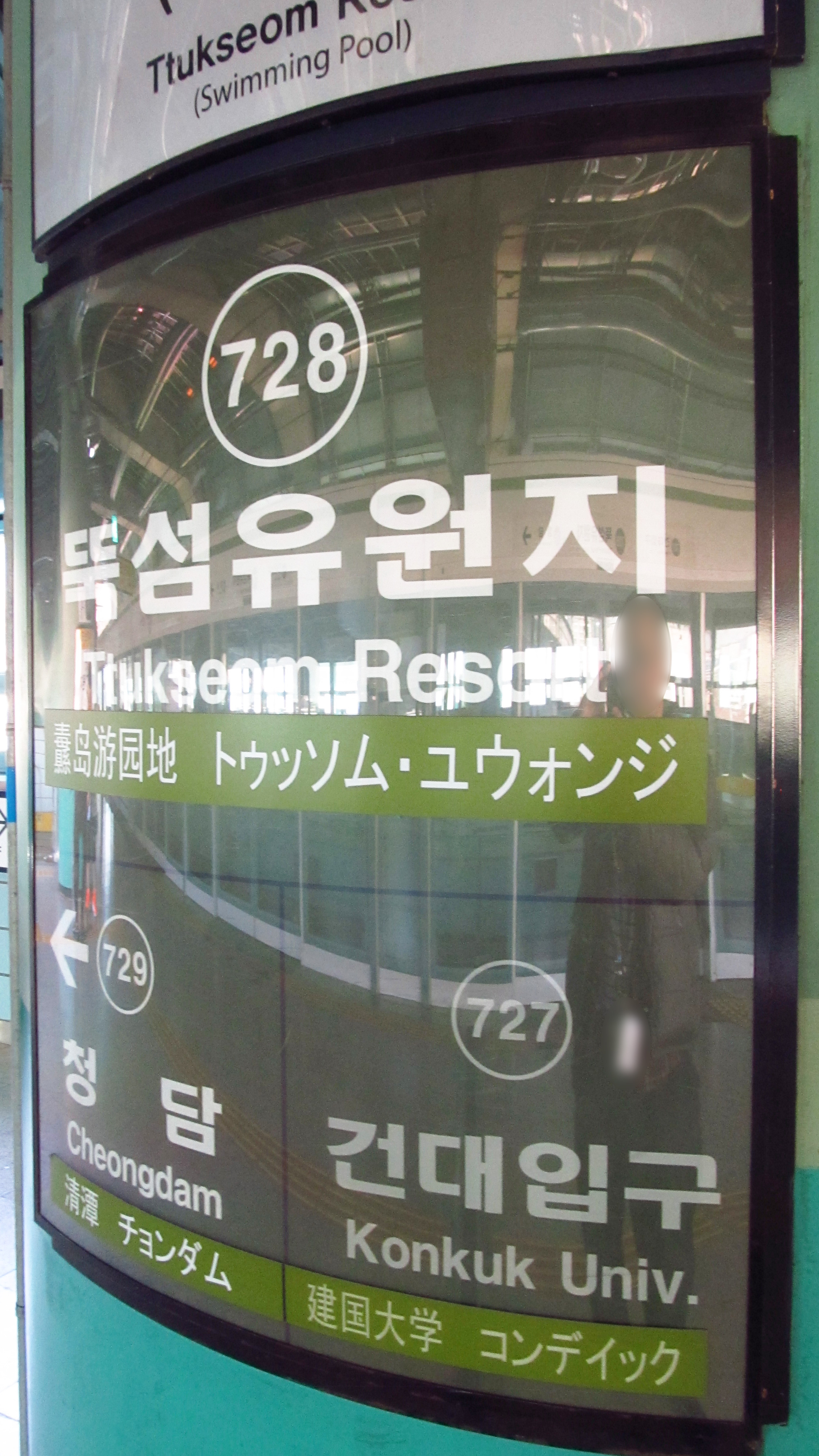
駅名標（2018年11月）
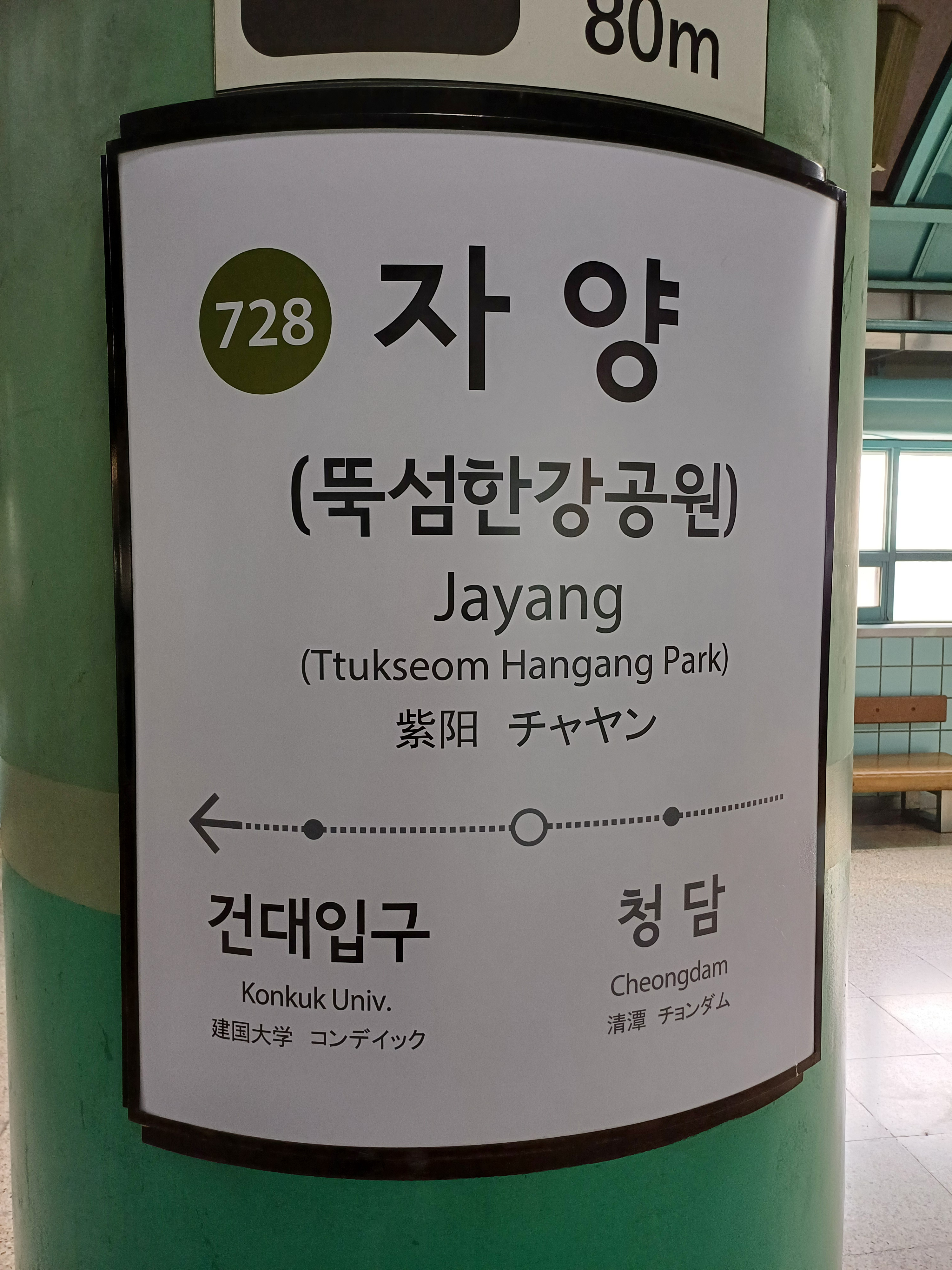
駅名標（2024年2月）
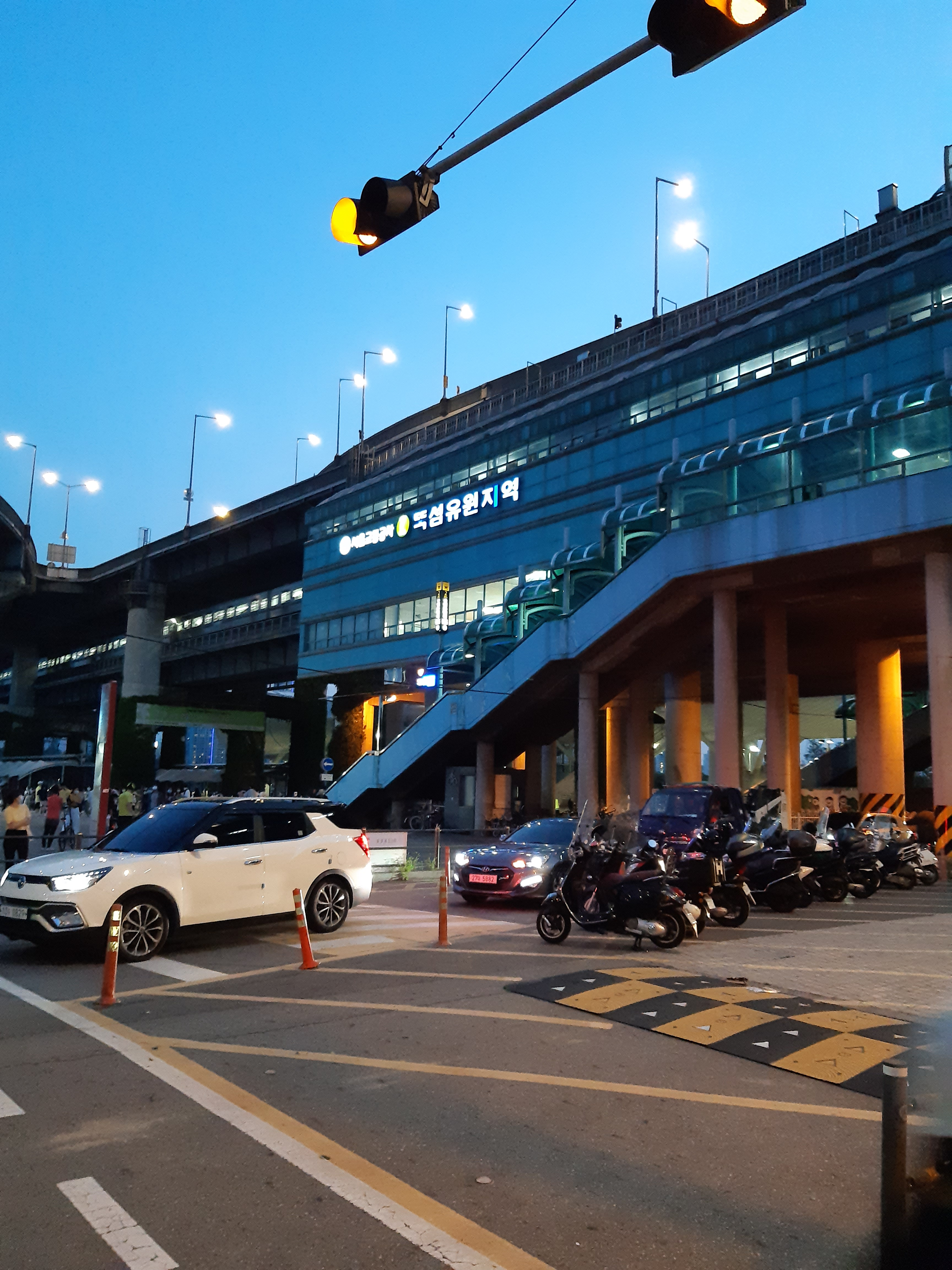
駅名改称前の駅舎(2020年7月)
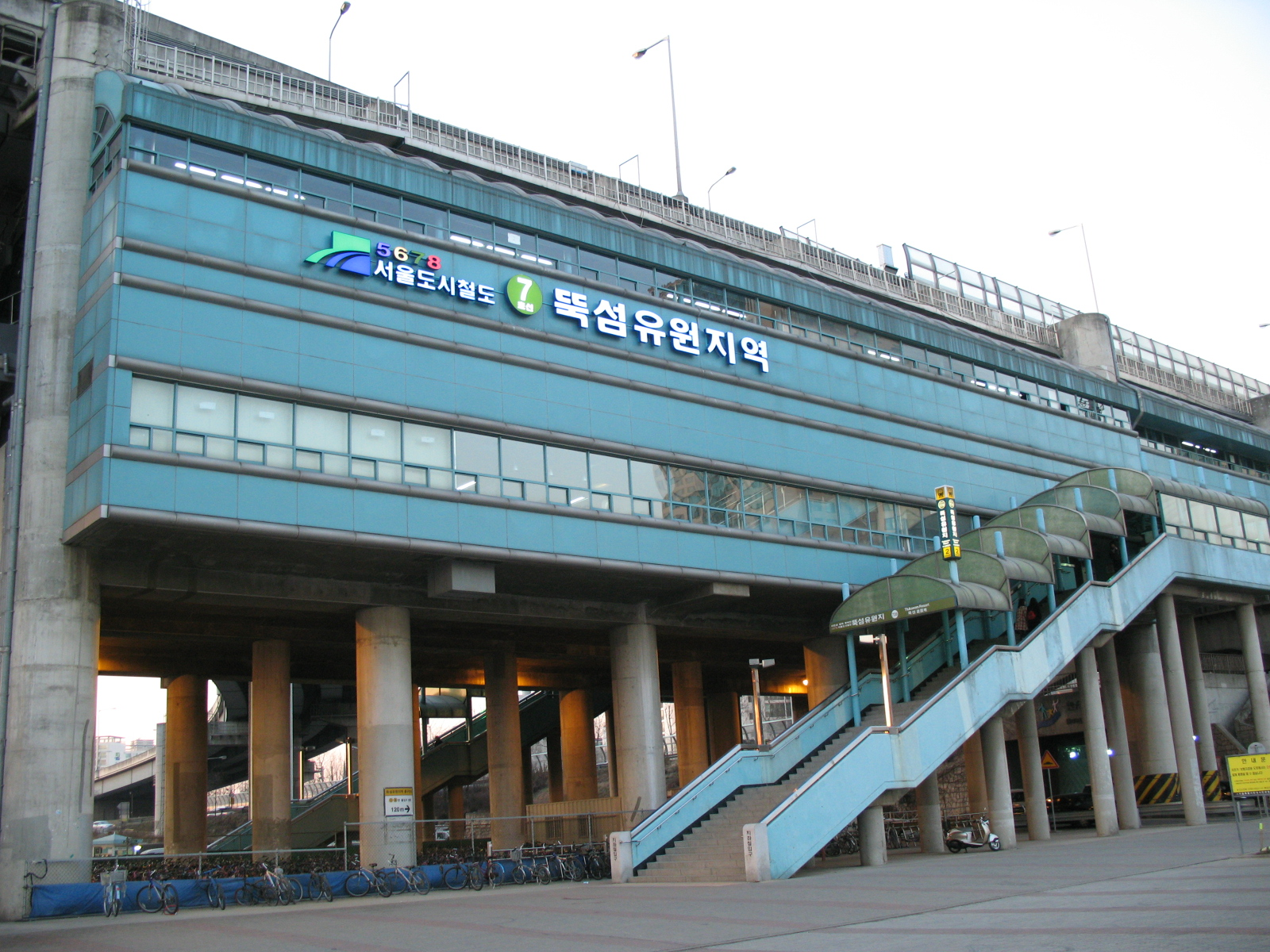
ソウル特別市都市鉄道公社時代の駅舎(2007年1月)

### のりば
- 案内上ののりば番号は設定されていない。

| 上り | 7号線 | 建大入口・蘆原・道峰山・長岩方面     |
| 下り | 7号線 | 高速ターミナル・梨水・大林・温水方面 |

## 利用状況
近年の一日平均利用人員推移は下記のとおり。なお、2000年は開業日の8月1日から12月31日までの153日間の平均である。
| 路線  | 路線     | 2000年 | 2001年 | 2002年 | 2003年 | 2004年 | 2005年 | 2006年 | 2007年 | 2008年 | 出典  |
| ----- | -------- | ------ | ------ | ------ | ------ | ------ | ------ | ------ | ------ | ------ | ----- |
| 7号線 | 乗車人員 | 5,752  | 7,420  | 8,510  | 9,050  | 9,013  | 8,963  | 8,666  | 8,802  | 9,064  | [ 1 ] |
| 7号線 | 降車人員 | 5,161  | 6,719  | 7,823  | 8,377  | 8,299  | 8,376  | 8,209  | 8,287  | 8,586  | [ 1 ] |
| 7号線 | 乗降人員 | 10,914 | 14,138 | 16,333 | 17,427 | 17,313 | 17,339 | 16,874 | 17,089 | 17,650 | [ 1 ] |
| 路線  | 路線     | 2009年 | 2010年 | 2011年 | 2012年 | 2013年 | 2014年 | 2015年 | 2016年 | 2017年 | [ 1 ] |
| 7号線 | 乗車人員 | 8,716  | 9,264  | 9,374  | 9,418  | 9,574  | 9,904  | 9,848  | 9,737  | 9,422  | [ 1 ] |
| 7号線 | 降車人員 | 8,254  | 8,838  | 8,878  | 8,965  | 9,144  | 9,487  | 9,462  | 9,404  | 9,131  | [ 1 ] |
| 7号線 | 乗降人員 | 16,970 | 18,102 | 18,252 | 18,383 | 18,718 | 19,391 | 19,310 | 19,141 | 18,553 | [ 1 ] |

## 駅周辺
- ノルンサン市場
- 老遊山治安センター
- ソウル童子初等学校
- トゥクソム漢江公園(旧:トゥクソム遊園地)
- モリッドゥル教会
- 新陽中学校
- 新陽初等学校
- 紫陽社会福祉館
- 韓国産業人力公団
- 清潭大橋（清潭駅までの間はこの橋の下部を走る）
- 漢江

## 歴史
- 2000年8月1日 - トゥクソム遊園地駅として開業。
- 2024年2月29日 - 駅名が「紫陽」（チャヤン）に変更され、副駅名「トゥクソム漢江公園」（トゥクソムハンガンコンウォン）が付けられた[2]。

### 駅名変更の歩み
1992年の7号線計画時は「紫陽駅」という仮称であったが、当時の老遊洞（現・紫陽4洞）の住民の反発に加え、駅の近くにある「トゥクソム遊園地」の広報政策により「トゥクソム遊園地駅」という駅名になった。しかし、後に公園の名称が「トゥクソム遊園地」から「トゥクソム漢江公園」となり、老遊洞も紫陽洞に編入され、また2号線のトゥクソム駅と駅名が似ており混同しやすいという指摘が多くあったため、2008年より住民から駅名改称の要求が提起された。2018年、広津区は本駅を「紫陽駅」に改名する提案をしたが、当時のソウル市地名委員会は「（駅が）紫陽洞の外縁部に位置する」とみて決定を保留した。2023年になると広津区は再び改名を推進し始め、8月に駅名を公募し、2024年1月に住民選好度調査を行った。広津区地名委員会は同月に駅の改名を議決し、2月14日にソウル市地名委員会は当駅の改名を可決した。

## 隣の駅
ソウル交通公社
 7号線
建大入口駅 (727) - 紫陽駅 (728) - 清潭駅 (729)　